# Sefa
Cet article possède un paronyme, voir Seffa.
Pour les articles homonymes, voir SEFA.
Sefa (prononcé : Sèfa), de son vrai nom Sefa Jeroen Vlaarkamp (né le 30 juin 2000 à Alkmaar), est un disc jockey et producteur néerlandais. Sefa est actif sur la scène hardstyle et hardcore. Bien que Sefa lui-même déclare qu'il se concentre sur le frenchcore, il est également considéré comme un nouveau mouvement au sein de la hard dance, en raison des collaborations de Sefa avec plusieurs artistes d'autres genres.

## Biographie
Sefa est né à Alkmaar, d'une mère néerlandaise et d'un père turc. Dès son plus jeune âge, il se révèle très doué, se réfugiant dans les encyclopédies et la lecture de l'histoire. À l'âge de 10 ans, Sefa commence à produire du hardstyle, mais entre plus tard en contact avec Dr Peacock par l'intermédiaire de sa mère, qui l'initie au frenchcore. À l'âge de 14 ans, Sefa sort son premier EP, Bad Dreams, suivi des premières demandes de booking, auxquelles Sefa n'a pas pu répondre en raison de son âge. Le 30 décembre 2015, Sefa sort son deuxième EP, This Life is Lost, qui met en avant un son mélodique et distinctif au sein du frenchcore.
À l'âge de 16 ans, Vlaarkamp signe son premier contrat avec BKJN Bookings. Les débuts de Sefa suivent peu de temps après lors de l'événement annuel de BKJN, Vive La Frenchcore. La même année, il est placé hors du foyer familial, en raison de problèmes d'alcool et de drogue avec sa mère. Peu après avoir passé son havo, Sefa décide de se concentrer pleinement sur sa carrière musicale. Ses débuts à Masters of Hardcore suivent le 25 mars 2017, suivis par Defqon.1, Dominator et Q-Base, entre autres. Le 2 mars 2018, Sefa sort son premier album Leven Is Lijden. Le thème de l'album est basé sur la philosophie d'Arthur Schopenhauer. Peu de temps après, Sefa décide de combiner le piano avec ses performances, d'abord à Harmony of Hardcore en 2018. Le set est un grand succès, comme en témoignent les rangées de personnes obligées de rester debout à l'extérieur de la tente pendant la performance. À Defqon.1 2018, Sefa est déplacé sur une scène plus grande quelques semaines avant l'événement, en raison de sa popularité croissante. À Dominator 2018, la scène où Sefa se produit doit être bouclée, car l'affluence était trop importante pour assurer la sécurité. En octobre de la même année, il sort sa chanson Nothing Like the Oldschool, une collaboration avec le DJ de hardstyle D-Sturb. La chanson remporte un énorme succès et marque le début d'une habitude pour Sefa de collaborer avec des artistes d'autres genres.
Il consolide son statut au sein des styles plus durs avec la sortie de One Tribe, qui est le premier hymne pour Defqon.1 à être créé par un artiste hardcore. Ce travail est couronné par une performance sur la scène principale, vue par plus de 50 000 personnes sur le site et plus de 2,8 millions de personnes sur YouTube. Lors de la crise du corona aux Pays-Bas, Sefa combine une performance livestream à une collecte de fonds pour la Croix-Rouge. Il apparaît également dans le film Qlimax : The Source, pour lequel il compose également une chanson, suivie en juin 2021 d'une performance sur un voilier, Symphony of Freedom, dans le cadre de Defqon.1. At Home. Il le fait en collaboration avec Q-dance et Dr. Peacock. En janvier 2023, cette performance comptait plus de 3,3 millions de vues Quelques mois plus tard, en octobre 2021, Sefa présente sa nouvelle performance live This is Sefa. En plus de lui-même derrière le piano, un guitariste, des cordes et un batteur sont ajoutés, et le concert se déroule à guichets fermés.
Le 7 avril 2022, Sefa sort son deuxième album Klaagzang sur son nouveau label Sefa Music. Jamais auparavant dans les styles les plus durs, des instruments de musique n'avaient été utilisés à si grande échelle : l'album comprend un clavecin et des enregistrements de l'orgue Martini de Groningue.

## Discographie

### Albums studio
- 2018 : Leven = Lijden
- 2022 : Klaagzang
- 2024 : Het Ergste Moet Nog Komen

### Singles
- 2015: The Judgement
- 2015: Path to Madness
- 2015: Bad Dreams
- 2015: The World Is Spinning (vs. Dr. Peacock)
- 2015: This Life Is Lost (vs. Dr. Peacock)
- 2015: Sick Serenade
- 2015 : FFS
- 2015 : Just Another Track
- 2016 : Roll the Drums
- 2017 : Nobody Knows (vs. Crypton)
- 2017 : Trip to Bangladesh (vs. Dr. Peacock)
- 2017 : Trip to Turkey (feat. Dr. Peacock & Mc Lenny)
- 2017 : LSD Problem (vs. Mr. Ivex)
- 2017 : Lullaby of Woe (vs. D-Frek)
- 2017 : Losing Control (vs. Kyome)
- 2017 : Travelling
- 2017 : Sincere Hate (vs. Hyrule War)
- 2017 : Lost in Thoughts
- 2017 : Flowing River
- 2017 : Be Free
- 2017 : Come On (vs. Dr. Peacock)
- 2017 : Losing Your Mind (vs. Mr. Ivex)
- 2017 : Survive the Street (vs. Rooler)
- 2018 : Wat zullen we drinken (vs. Mc Focus)
- 2018 : World of the Dream (vs. Dr. Peacock)
- 2018 : The Universe (vs. Dr. Peacock)
- 2018 : Pain Is Everywhere / Atlantico (vs. Dr. Peacock)
- 2018 : The Human Mind (vs. Dr. Peacock)
- 2018 : Loy Loy
- 2018 : Wegtikken
- 2018 : The Future (Q-Base 2018 BKJN OST)
- 2018 : In de hemel
- 2018 : Nothing Like the Oldschool (vs. D-Sturb)
- 2018 : Robot Gangbang (vs. Warface)
- 2018 : Killer Beat (vs. Nosferatu)
- 2019 : One Tribe (Defqon.1 2019 Anthem) (vs. Phuture Noize, KELTEK)
- 2019 : Survive (vs. Para Italia)
- 2019 : Pain
- 2019 : Walking in the Air
- 2019 : Remember the Name (vs. Rooler)
- 2020 : God's Plan (vs. Mr. Ivex)
- 2020 : Crawling
- 2020 : Apocalypse (vs. Phuture Noize)
- 2020 : The Omega (Qlimax the Source)
- 2020 : Going Under (vs. Relianze)
- 2021 : Adagio (vs. Dr. Peacock)
- 2021 : Everything Is a Lie (vs. Dr. Peacock)
- 2021 : Incoming (vs. Dr. Peacock)
- 2021 : Illusions (vs. Dr. Peacock)
- 2021 : Das Boot (vs. Dr. Peacock, Chrono)
- 2022 : Infinity (vs. D-Block & S-te-Fan)
- 2022 : Ascension (vs. Rebelion)
- 2022 : No One Is Like Us (vs. Sickmode, Rooler, Levenkhan)
- 2023 : 1527
- 2023 : Lovely Day to Die
- 2024 : Battlefield (vs. Vertile)
- 2024 : Symphony of Life (vs. D-Block & S-te-Fan)